# Менетреоль-су-Сансер
Менетрео́ль-су-Сансе́р (фр. Ménétréol-sous-Sancerre) — коммуна во Франции, находится в регионе Центр. Департамент — Шер. Входит в состав кантона Сансер. Округ коммуны — Бурж.
Код INSEE коммуны — 18146.
Коммуна расположена приблизительно в 175 км к югу от Парижа, в 100 км юго-восточнее Орлеана, в 45 км к северо-востоку от Буржа.

## Население
Население коммуны на 2008 год составляло 378 человек.
| 1962 | 1968 | 1975 | 1982 | 1990 | 1999 | 2008 |
| ---- | ---- | ---- | ---- | ---- | ---- | ---- |
| 374  | 390  | 436  | 389  | 353  | 354  | 378  |

## Экономика

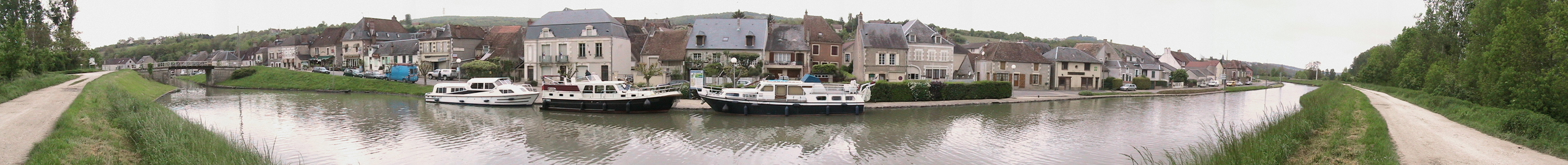
Менетреоль-су-Сансер

В 2007 году среди 219 человек в трудоспособном возрасте (15-64 лет) 159 были экономически активными, 60 — неактивными (показатель активности — 72,6 %, в 1999 году было 73,0 %). Из 159 активных работали 143 человека (79 мужчин и 64 женщины), безработных было 16 (7 мужчин и 9 женщин). Среди 60 неактивных 16 человек были учениками или студентами, 22 — пенсионерами, 22 были неактивными по другим причинам.